# Большой Шургумал
Большой Шургумал (мар. Кугу Шӱргыйымал) — деревня в Советском районе Республики Марий Эл. Входит в состав Кужмаринского сельского поселения.

## География
Находится в центральной части республики Марий Эл на расстоянии приблизительно 9 км по прямой на север-северо-запад от районного центра посёлка Советский.

## История
Впервые деревня упоминается в XVIII веке, раньше она имела два названия — Афанассола и Большой Шургумал. В 1890 году в деревне было 9 дворов русских и 10 дворов марийских, всего 129 жителей. В 1920 году здесь насчитывалось 68 домов. В 1927 году Большой Шургумал на некоторое время разделили на две деревни: Русский Шургумал и Средний Шургумал. После войны деревня стала редеть. Русские уезжали в город. Из прежних 68 дворов к 2002 году осталось только 18. В советское время работал колхоз «Красный пахарь».

## Население
Население составляло 39 человек (мари 87 %) в 2002 году, 30 в 2010.